# Sungrazer (album)
Sungrazer is de eerste cd van de band Sungrazer.
De plaat is ook op lp en als mini-cd uitgebracht. Op de mini-cd is mist het nummer Intermezzo en is er een andere nummervolgorde.
Het nummer Mountain Dusk is een bonusnummer. Deze staat niet op elk album.

## Tracklist
| nr. | titel           | duur |
| --- | --------------- | ---- |
| 1   | If              | 7:42 |
| 2   | Intermezzo      | 3:49 |
| 3   | Somo            | 7:07 |
| 4   | Common Believer | 7:44 |
| 5   | Zero Zero       | 5:23 |
| 6   | Mountain Dusk   | 7:17 |

## Uitvoerende musici
- Basgitaar, zang – Sander Haagmans
- Drum – Hans Mulders
- Gitaar, zang – Rutger Smeets

Design – Jonas Louisse
Gemasterd door – Jaques De Haard (nummers: 1, 3 tot 6)
Opnames – MauCe Enterprises (nummers: 1, 3 tot 6)